# Emblemas de la Unión de Kalmar

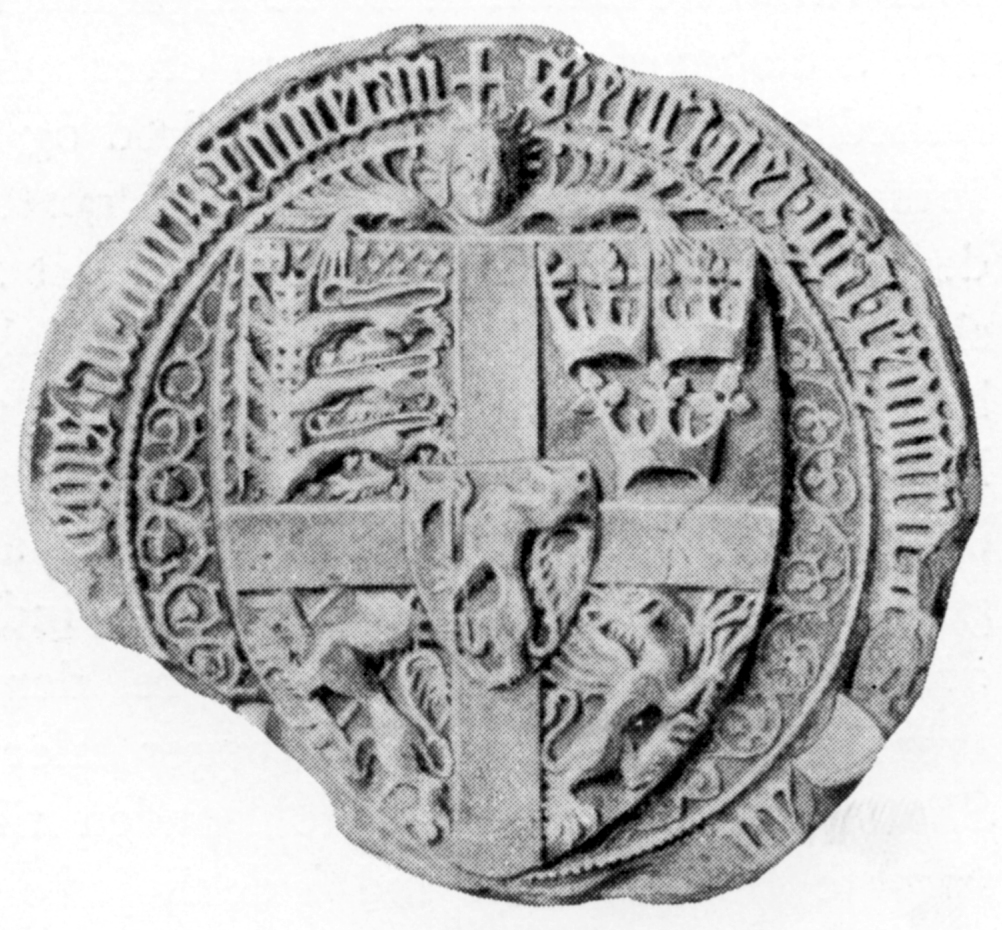
Sello real de Erico de Pomerania (1398)

Bandera de la Unión de Kalmar

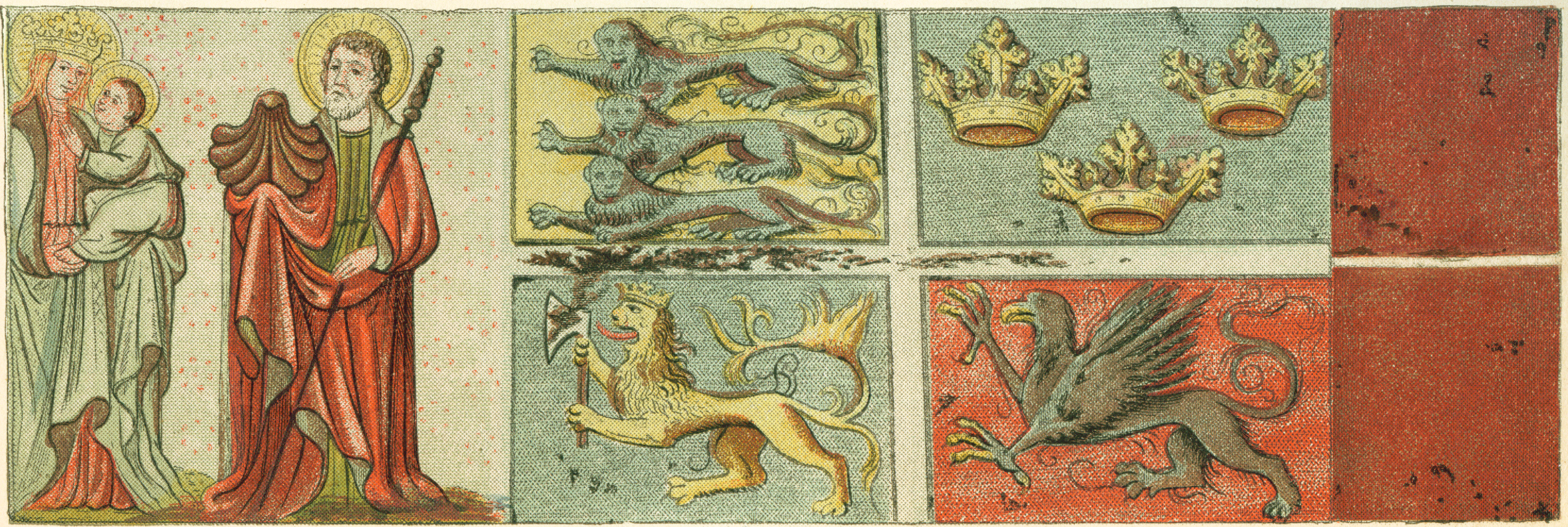
Recreación en dibujo de bandera naval capturada de un barco danés en la batalla de Öresund, por la Liga Hanseática en 1427. Se puede apreciar las armas de Dinamarca, Suecia, Noruega y Pomerania.

La Unión de Kalmar fue la unión personal de los reinos de Dinamarca, Noruega y Suecia durante el siglo XV. El primer rey de la Unión de Kalmar fue Erico de Pomerania. Su sello combinaba los escudos de armas de Noruega (centro, como un blasón sobre una cruz sobre todo), Dinamarca (en cabeza diestra), Suecia (el león Folkung, en base diestra) y Pomerania (un grifo, en base siniestra), y además el símbolo de las Tres Coronas en cabeza siniestra; este último diseño heráldico es anterior a la Unión de Kalmar, y ahora se asocia principalmente con el escudo de armas de Suecia, pero que durante el siglo XV llegó a representar a los tres reinos de la unión.
En dos cartas fechadas en 1430, Erico de Pomerania ordena a los sacerdotes de Vadstena y Kalmar que lleven el "estandarte de los reinos" en sus túnicas. La pancarta se describe como "una cruz roja en un campo amarillo"